# Marjatta
Marjatta ist ein weiblicher Vorname.

## Herkunft und Varianten
Der Name ist die finnische Verkleinerungsform von Marja.
Weitere Varianten sind Marjukka und Marjut.

## Bekannte Namensträgerinnen
- Marjatta Kajosmaa (* 1938), finnische Skilangläuferin
- Marjatta Rasi (1945–2021), finnische Diplomatin und Politikerin